# Nicolás Aguilar y Bustamante

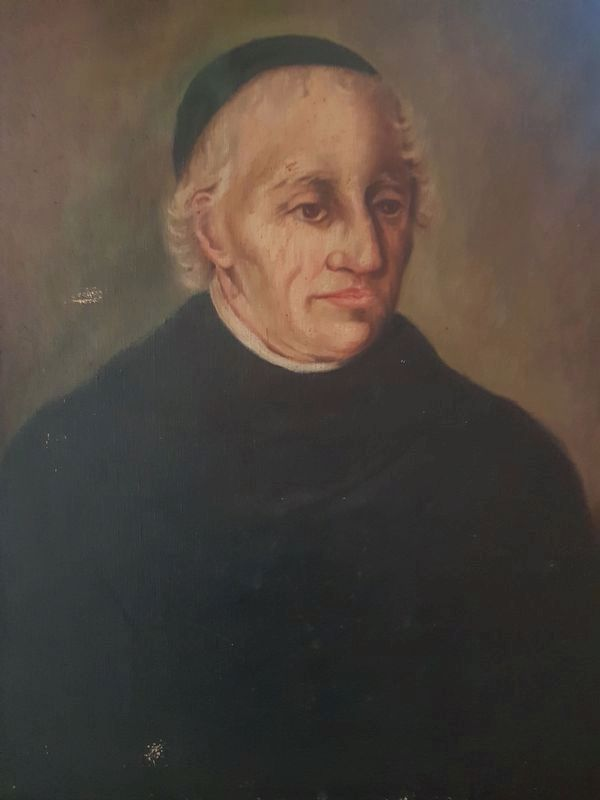
Nicolás Aguilar Bustamante

Nicolás Aguilar y Bustamante (Tonacatepeque, alcaldía mayor de San Salvador, Capitanía General de Guatemala, 16 de diciembre de 1742 - 2 de septiembre de 1818) fue un sacerdote salvadoreño considerado Prócer de Centroamérica por su participación en el proceso de independencia de la región en el año 1811.

## Biografía

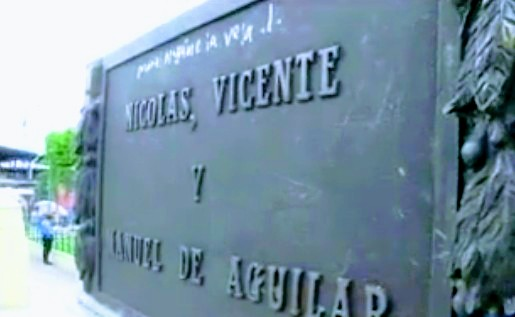
Placa En la plaza Libertad, En Honor a los Hermanos Aguilar En San Salvador

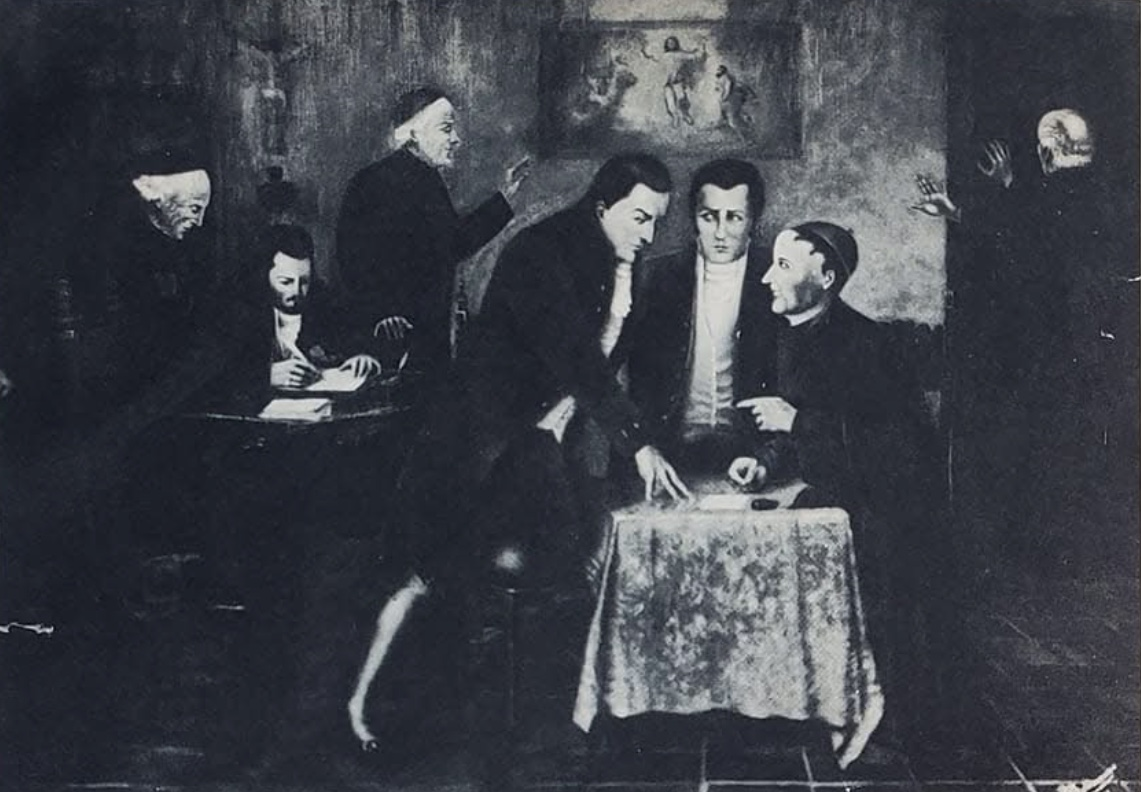
Conspiración de 1814; Primer Plano Manuel Jose Arce, Domingo Antonio Lara, Presbítero Dr Matías Delgado, Al fondo Los Hermanos Aguilar y Juan Manuel Rodríguez.

Nicolás Aguilar y Bustamante nació en el cantón Las Flores, jurisdicción de Tonacatepeque, alcaldía mayor de San Salvador; el 16 de diciembre de 1742. Hijo del Capitán español don Manuel Aguilar y de León y de Isabel de Bustamante y Nava, quien también estaba emparentada con noble familia castellana. Fue bautizado con el nombre del patrón de su ciudad natal, San Nicolás Obispo. Fue primo hermano del presbítero y doctor José Matías Delgado y hermano de Vicente y Manuel Aguilar quienes de igual manera fueron sacerdotes y próceres independentistas.

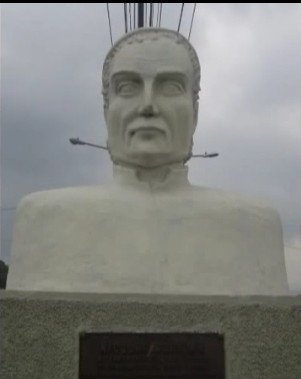
Busto de Nicolás Aguilar y Bustamante en San Salvador

Ordenado capellán el 15 de marzo de 1767 y presbítero el 4 de abril de 1767, fue nombrado cura de Olocuilta el 16 de abril de 1767 y luego de San Salvador.
Formó parte activa en la gesta libertaria del 5 de noviembre de 1811 conocido en la región como "El primer grito de independencia". Fracasado el movimiento, Nicolás fue sometido a riguroso y humillante espionaje por parte de las autoridades españolas.
Luego del segundo intento insurreccional de enero de 1814, se le redobló la vigilancia. A él y a su hermano Vicente, que ya para esos momentos se encontraba ciego, se les confinó en su hacienda familiar “Toma de agua” en Quezaltepeque, a partir del 2 de abril de 1814.
Fue prisionero en Guatemala, encarcelamiento que duró de junio a agosto de 1814. Trabajó junto a su hermano para obtener jurídicamente su libertad, la cual les fue concedida por indulto en febrero de 1818.
Nicolás Aguilar falleció en su hacienda de reclusión, el 12 de septiembre de 1818, se supone que fue enterrado en la actual Iglesia El Rosario, en San Salvador.
En diciembre de 1942 el gobierno declaró Fiesta Nacional el bicentenario del prócer y en su homenaje don J. Adolfo Peña le compuso un himno.